# BOOTS
『BOOTS』（ブーツ）は、福山雅治が1992年11月21日にリリースした4枚目のオリジナルアルバムである。

## 概要
- オリジナルアルバムでは、福山本人が初めて全曲の作詞作曲を手掛けた作品である。
- 本作を発表した1992年当時の福山は、深夜ラジオのレギュラー（後述）やテレビドラマ、学園祭への出演とデビュー後一番の多忙を極めていた頃であり、その合間を縫って制作した思い出深いアルバムだったと後年語っている。
- 本作の制作段階にて「恋人」も収録予定であり曲自体もできていたが、本作のプロデューサー・近藤由紀夫の判断で見送られ、次作「Calling」の制作にあたり仕立て直されることとなる[1]。
- ジャケットの写真は、自身初の写真集『Roadsong』[2]の表紙と似通ったカットが使われており、両作ともセピア調となっている。撮影は老田秀夫。

## 収録曲
| 全作詞・作曲: 福山雅治。 |                    |           |            |          |      |
| #                        | タイトル           | 作詞      | 作曲・編曲 | 編曲     | 時間 |
| 1.                       | 「スタート」       | 福山雅治  | 福山雅治   | 森英治   | 3:51 |
| 2.                       | 「Girl」           | 福山雅治  | 福山雅治   | 森英治   | 3:59 |
| 3.                       | 「約束の丘」       | 福山雅治  | 福山雅治   | 星勝     | 5:20 |
| 4.                       | 「Cool」           | 福山雅治  | 福山雅治   | 森英治   | 4:37 |
| 5.                       | 「ふたつの鼓動」   | 福山雅治  | 福山雅治   | 森英治   | 5:37 |
| 6.                       | 「HARD RAIN」      | 福山雅治  | 福山雅治   | 中村修司 | 4:53 |
| 7.                       | 「恋」             | 福山雅治  | 福山雅治   | 森英治   | 3:41 |
| 8.                       | 「Hold on Me」     | 福山雅治  | 福山雅治   | 森英治   | 4:45 |
| 9.                       | 「Good night」     | 福山雅治  | 福山雅治   | 松本晃彦 | 5:53 |
| 10.                      | 「みつめていたい」 | 福山雅治  | 福山雅治   | 中村修司 | 6:16 |
| 合計時間:                | 合計時間:          | 合計時間: | 48:52      |          |      |

### 楽曲解説
1. スタート
毎日放送『テレビのツボ』オープニングテーマ曲。
2. Girl
29thシングル「Beautiful life／GAME」のカップリングにアレンジしたバージョン「Girl 2012」が収録されている。
3. 約束の丘
6thシングル。イントロにオルガンによる前奏が加えられたアルバムバージョン。
4. Cool
5. ふたつの鼓動
6thシングルのカップリング曲。イントロにストリングスによる前奏が加えられたアルバムバージョン。
6. HARD RAIN
27thシングル「家族になろうよ／fighting pose」にライブテイクが収録されている。
7. 恋
ストリングス主体によるバラード。このため、本作の楽曲で唯一ドラムとギターが使われていない。
1995年発表のサウンドトラック『M-Collection BIRTHDAY PRESENT』ではリメイクバージョンが収録されている。
2012年の「福山☆冬の大感謝祭」ではピアノ弾き語りで披露された。
8. Hold on Me
後年の福山曰く「ラジオからの帰りの気分を歌った曲」とのこと。アルバム制作当時、福山は『オールナイトニッポン』木曜2部を担当しており、放送終わりの明け方に自身の車で有楽町のニッポン放送本社から第三京浜道路を経由して、当時住んでいた川崎市の自宅へ帰るのが日課だったという[3]。
9. Good night
5thシングル。表記はないが、リミックスされたアルバムバージョンであり、残響効果が加えられている。
10. みつめていたい